# Holly Valance
Holly Rachel Vucadinovic, más conocida como Holly Valance (Melbourne, Victoria, Australia, 11 de mayo de 1983), es una actriz, cantante y modelo australiana.

## Biografía
Es hija de Rayko Vukadinovic, un famoso pianista y compositor serbio y de Rachel Stephens-Vukadinovic una inglesa, de quienes heredó la pasión por la música.
Ella es de origen español, por parte de la madre.
En septiembre de 2012 Holly se casó con el billonario Nick Candy. En julio de 2013 la pareja anunció que estaban esperando a su primer bebé juntos. La pareja le dio la bienvenida a su primera hija Luka Violet Toni Candy en noviembre del 2013.
Su segundo hijo, Nova Skye Coco Candy, nació en septiembre de 2017.

## Carrera en Televisión
En 1999 y con solo 15 años obtuvo su primer papel importante en la televisión cuando se unió al elenco principal de la popular serie australiana "Neighbours", donde interpretó a Felicity "Flick" Scully hasta el 2005.
También con 31 años, fue juez de moda en el desafío fashonista en H&H.

## Carrera musical
Su entorno musical permanente hizo que desarrollara una pasión por la música que fuera más allá de simplemente escuchar CD. Tras grabar algunas maquetas, Valance fue impulsada por Warner Music, una discográfica que inmediatamente captó su potencial. La carrera musical de Valance ha sido meteórica. 
Fuera del estudio de grabación, Holly Valance disfrutó de varios acuerdos de esponsorización, incluyendo una campaña publicitaria internacional de Pepsi en Australia y el Sureste Asiático. En 2002 inauguró las rebajas de los almacenes Harrods, acto que tuvo una gran repercusión en la prensa. 
Además, en 2004, la firma cosmética Schwazkopf seleccionó a Valance como imagen de la campaña en el R.U. del producto capilar LIVE. A principios del mismo año Valance se mudó a Los Ángeles para reanudar su carrera de actriz. Estudiando en la conocida escuela de arte dramático de Leslie Kahn, sus apariciones en series como "Prison Break", "CSI Miami" y "CSI Nueva York", así como una memorable intervención en la serie de la HBO "El séquito", proporcionaron a la joven la plataforma para sus actuales actividades filmográficas y un escaparate para demostrar su talento natural como actriz de gran elegancia.
Ha trabajado también en el cine en la película DOA: Dead Or Alive interpretando a Christie, y en Taken interpretando a Diva. 

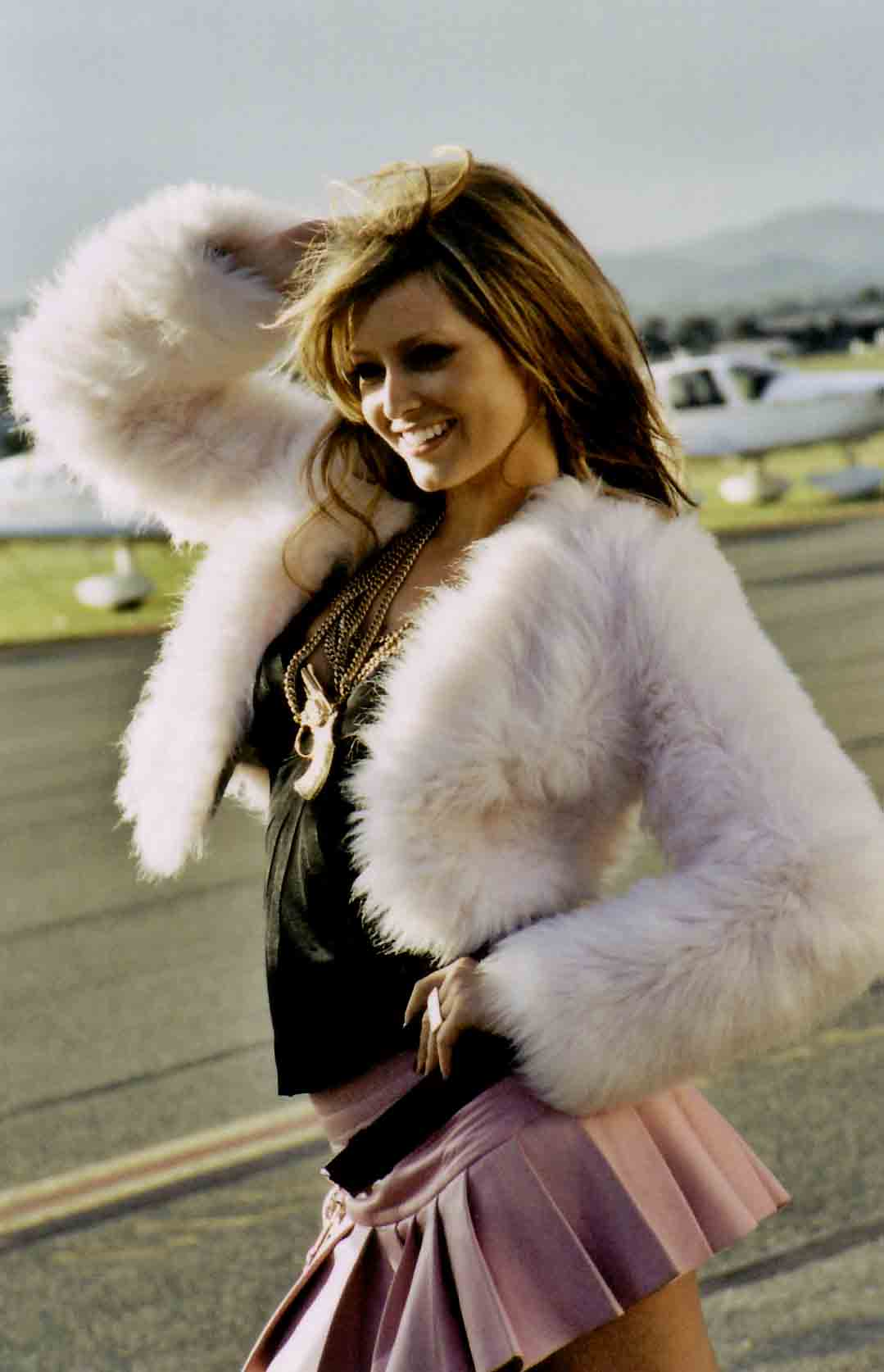
Holly Valance.

Fue pareja de Alex O'Loughlin.

## Discografía
- Footprints (2002)
- State of Mind (2003)